# 萨基斯·鲁瓦斯
萨基斯·鲁瓦斯（英語：Anastasios "Sakis" Rouvas，希腊文: Αναστάσιος "Σάκης" Ρουβάς，發音：[ˈsacis ruˈvas]，1972年1月5日—），通常会称呼为“萨基斯”（Sakis），是希腊的音像录制、影视艺术家，模特、商人以及前撑杆跳高运动员。